# メロディIC
メロディIC（電子オルゴールIC、電子発音装置とも）とは、集積回路の一種で、アラーム音やメロディ音等の旋律のある電子音を発生するための電子部品である。

## 概要
1978年7月、セイコーエプソンにより世界初のメロディIC「SVM7910」が開発された。このICは同月に発売された「セイコークオーツアラーム電子メロディア」に搭載された。その後も同社は多数の製品を開発・製造していたが、現在は生産終了となっている。

現在では中国製と思われるノーブランドのメロディICや、トランジスタと同じTO-92パッケージで1曲入りのものも流通している。
電子音を鳴らすものの他に、サンプリングされたPCM波形が記憶された効果音発生用のICがあり、動物の鳴き声や銃声、警報音、鉄道の音などのICも存在する。

## 主要製品
OEMやカスタムとしてここに記載以外の製品も存在しているが、データシートに記載されているものを記述した。

### セイコーエプソン

#### SVM7910
「7910」とも。メロディは最大2曲で、それとは別にチャイム音及びアラーム音も内蔵されている。音源は2和音でCRによるエンベロープ機能を内蔵している。7910C、7910CE、7910CF、7910CWなどの製品が存在し、電話の保留音やPATLITE製の警報機、鉄道の接近警告音、遊園地の遊具等に採用された。

#### SVM7920
メロディは1曲のみで単音。CRによるエンベロープ機能を内蔵している。主に電話の保留音等に使用されている。

#### SVM7930
基本的な仕様は7920と同じだが、パッケージが異なる。アンプ回路を内蔵しトランジスタ回路でスピーカーを駆動可能。

#### SVM7940
メロディは最大8曲を内蔵可能。音色は単音で、エンベロープ機能は搭載されていない。

#### SVM7950
メロディは1曲のみで単音。CRによるエンベロープ機能を搭載しているモデルと搭載していないモデルが存在する。

#### SVM7960
7910の新製品として1983年4月に開発された。メロディは最大4曲で音源は7910同様2和音でCRによるエンベロープ機能を搭載している。電話の保留音のほかにドアチャイム、インターホン等に採用された。

#### SVM7970
メロディは最大11曲が入り、音源は2和音。マスクオプションでデジタルまたはCRによるエンベロープ機能を予め設定されている。
からくり時計「セイコーファンタジア」に採用された。

#### SVM7990
メロディは最大8曲が入り、単音でCRによるエンベロープ機能を搭載している。インターホン等に採用された。

#### SVM7900
メロディは1曲のみでエンベロープ機能は搭載されていない。

#### SVM7860
メロディは1曲のみ。2和音の音源を搭載し、CRによるエンベロープ機能を搭載している。主に家庭用電話機の保留音等に採用された。

#### SVM7570
メロディは最大15曲が入り、3つの異なる波形とノイズ(パーカッション)の計4和音にデジタルエンベロープ機能を合わせた高度な音源を搭載している。SVM7571Cはパトライトの警報機や鉄道の接近メロディ、ホームドア開閉音、信号開通メロディーなどに採用された。現在でも工場や鉄道駅でよく聞くことができる。後期製造のICの型番はS1V7570となっている。
からくり時計のスモールワールドジョイコンサートで使われている。

### シャープ

#### LR3463
3V動作、メロディは8曲を内蔵。2和音の独立した音源を搭載し、CRによるエンベロープ機能を搭載している。パトライトの警報機や北陸本線の接近音、遊園地などの遊具や自動販売機に採用された。

#### LR3461
1.5V動作、電圧以外の仕様と曲目はLR3463と同じである。

### パナソニック

#### MN6221
メロディは最大7曲が入り、2和音の独立した音源を搭載。CRによるエンベロープ機能も搭載している。パナソニック製チャイム、一部のアーケードゲーム機等に採用された。